# Gyülekező
A Gyülekező (Let's Get Together) egy sci-fi novella, amelyet Isaac Asimov írt, s először az Infinity Science Fiction magazin 1957. februári számában jelent meg. Magyarul a Robottörténetek című novelláskötetben olvasható.

## Történet
|  | Alább a cselekmény részletei következnek! |

A Robotikai Hivatal vezetőjét, Elias Lynnt Washingtonból keresi fel Ralph G. Breckenridge ügynök, s meglepő beszámolót tesz. Azt állítja, hogy a száz évnyi béke után „Ők” – akik hajdanán szovjetek voltak – humanoid robotokat telepítettek Amerikába, s azok most inkognitóban működnek az Államokban. Ez már csak azért is hihetetlen, mert a robotika terén mindig is „Mi” tartottunk előrébb.
Lynn kikéri tehát a magyar disszidens unokájának, Humphrey Carl Laszlónak véleményét. Breckenridge azzal érvel, hogy mi más okuk lett volna a szovjeteknek arra, hogy az elmúlt 25 évben ne tartsanak a témában konferenciákat. Mi tartottunk, meg is hívtuk Őket, de nem jöttek el, talán hogy ne kelljen viszonozni a meghívást. Robotikával foglalkozó tudós sem járt Náluk az utolsó találkozó óta. Ilyen titkolózásról semelyik másik kutatási területen nem volt példa.
A két férfit meggyőzik az érvek, a feladat tehát megtalálni a beépült robotokat, amelyek ha egyesülnek, akár egy Teljes Átalakulás-bombát is felrobbanthatnak. A keresés azért is nehéz lesz, mert Ők tíz év előnyben vannak. Lynn tehát Washingtonba utazik, de ő is tudja, hogy bűnbaknak szánják.
A megbeszélésen Jeffreys elnöki tanácsadó, a Tudományos Ügyek Minisztere, a Nemzetbiztonság főnöke, Lynn és Breckenridge vesz részt. Breckenridge információiból Lynn megtudja, hogy az ottani tudósok képesek olyan robotokat előállítani, amelyek külsőre megegyeznek az emberrel, agyukba pedig be tudják táplálni egy emberi agy emlékeit, tudatát.
A vezetők valószínűsítik, hogy a robotok célpontja valamelyik nagyváros lesz. Lynn azonban nem látja az okát, mi értelme volna nekik tizenötmillió embert elpusztítani, s egyúttal a háborút kirobbantani. Ez nem akkora veszteség, hogy miatta az Államok behódoljon Nekik. Szerinte ez csak egy csel, amivel Ők rá akarnak venni minket a probléma kezelésére.
Érvelésével azonban nem győzi meg Breckenridge-t, aki elrendeli, hogy hívjanak össze egy konferenciát, ahová a tudomány minden ágából meghívják a kutatókat, s közös feladatuk lesz a robotika fejlesztése. Ekkor esik le Lynn-nek, mire megy ki a játszma, s Breckenridge-t szembesíti elméletével.
Elmondja, hogy ennek a konferenciának valódi célja a tudósok összegyűjtése, hogy a robotok felrobbanthassák őket, s ezáltal valódi kárt okoznának. Felvilágosítja az ügynököt arról, hogy idáig pontosan tíz tudós nem érkezett meg, s jelenleg mindegyikük odaát tartózkodik. Lynn röntgen-készülékeket helyezett el, hogy ha megérkeznek, megállapíthassák, valóban robotok-e.
Nem sokkal később Laszlo rohan be a legfrissebb hírekkel, miszerint a tíz tudós mindegyike felrobbant. Lynn azonnal lelövi Breckenridge-t, mert rájön, csak ő értesíthette a robotokat. (S így nem kell tartaniuk attól, hogy megvizsgálják őket.) Ezt viszont csak úgy tudhatta megtenni, ha ő maga is robot.
Breckenridge olajos fejét kezébe véve megállapítja, hogy ott tart a kezében egy robotagyat, amelyet nyugodtan tanulmányozhatnak a tudósok. 

## Megjelenések

### angol nyelven
1. Infinity Science Fiction, 1957. február
2. SF:'58: The Year's Greatest Science Fiction and Fantasy (Gnome Press, 1958)
3. The Rest of the Robots (Doubleday, 1964)
4. Eight Stories from The Rest of the Robots (Pyramid, 1966)
5. The Complete Robot (Doubleday, 1982)
6. The Robot Collection (Doubleday, 1983)

### magyar nyelven
1. Robottörténetek, I. kötet (Móra, 1993, ford.: Németh Attila)